# Czad na Mistrzostwach Świata w Lekkoatletyce 2013
Czad na Mistrzostwach Świata w Lekkoatletyce 2013 – reprezentacja Czadu podczas mistrzostw świata w Moskwie liczyła 1 zawodnika.

## Występy reprezentantów Czadu
| Konkurencja             | Zawodnik             | Eliminacje | Eliminacje | Finał    | Finał   |
| Konkurencja             | Zawodnik             | Rezultat   | Pozycja    | Rezultat | Pozycja |
| ----------------------- | -------------------- | ---------- | ---------- | -------- | ------- |
| Bieg na 5000 m mężczyzn | Abdoulaye Abdelkarim | DNS        | DNS        | NQ       | NQ      |